# Heinrich von Logau
Heinrich von Logau (auch Heinrich Freiherr von Logau und Olbersdorf; tschechisch Jindřich z Logau; † 11. Oktober 1625 in Prag, Königreich Böhmen) gehörte dem Malteser-Ritterorden an. 1601–1607 war er Landeshauptmann der unmittelbar zu Böhmen gehörenden Grafschaft Glatz und 1621–1625 Großprior des Malteser-Ritterordens in Böhmen und Österreich. 1604 wurde er als Kaiserlicher Rat mit einem diplomatischen Auftrag nach Moskau entsandt.

## Leben
Heinrich von Logau entstammte dem schlesischen Adelsgeschlecht Logau. Ab 1586 war er an der Universität Siena immatrikuliert. Es ist nicht bekannt, wann er dem Malteser-Ritterorden beitrat, von dem ihm mehrere Ämter in Böhmen und in Österreich übertragen wurden. U. a. war er Komtur der Kommenden in Troppau und Fürstenfeld in der Steiermark. 1596 wurden Heinrich und sein Bruder David von Logau, die mehrere Besitzungen in der Grafschaft Glatz hatten, zu Landesbewohnern Böhmens ernannt.
Nachdem der Glatzer Landeshauptmann Melchior von Rechenberg, der selbst Protestant war, die mit dem kaiserlichen Edikt vom 10. Juli 1600 verfügten Maßnahmen zur Rekatholisierung des Glatzer Landes nur zögerlich verfolgte, wurde er 1601 abgesetzt und Heinrich von Logau zu dessen Nachfolger ernannt. Er war sofort bestrebt, an den elf königlichen Patronatskirchen katholische Geistliche einzusetzen, obwohl das gesamte Land fast gänzlich evangelisch war. Unter seinem Schutz wurde bereits 1601 in Glatz die Fronleichnamsprozession durchgeführt. Gegen diese Maßnahmen, mit deren Umsetzung die Glatzer Jesuiten bereits 1597 beauftragt worden waren, protestieren die betroffenen Städte und die Freirichter.
1604 wurde Heinrich von Logau von Kaiser Rudolf II. mit einem diplomatischen Auftrag zum russischen Großfürsten Boris Godunow entsandt, von dem er erneut eine Türkenhilfe erbitten sollte. Seine Reise, auf der ihn mehr als 60 Personen begleiteten, trat er am 27. April von Glatz aus an. Über Frankfurt (Oder) und Stettin erreichte die Delegation erst nach acht Wochen Narwa und hielt erst am 25. Juli 1604 ihren Einzug in Moskau. Drei Tage später erhielt Heinrich von Logau die erste Audienz, bei der er kostbare Geschenke überreichte. Trotzdem verlief die Audienz wenig erfolgreich, da sich der Großfürst beschwerte, dass ihm von Rudolf II. der ihm zustehende Titel eines Kaisers versagt werde. Auch eine zweite Audienz am 5. August 1604 verlief nicht zufriedenstellend, da der Großfürst der Ansicht war, er habe bereits genug Kriegshilfe geleistet. Bei der Abschieds-Audienz am 22. August zeigte sich der Großfürst enttäuscht, dass ihm keine geheimen Angelegenheiten übermittelt wurden. Außerdem führte er an, dass er gegenwärtig nicht imstande sei, weitere Kriegshilfe zu leisten. Am 29. August verließ Heinrich von Logau Moskau und langte am 7. September in Narwa an. Dort erreichte ihn die Nachricht, der schwedische König Karl IX. wünsche Logau zu einer Unterredung in Stockholm zu treffen. Obwohl Logau das Ansinnen ablehnte, da er hierzu keinen kaiserlichen Auftrag habe, soll sein Schiff nach Schweden abgedrängt worden sein. In Stockholm führte König Karl Gespräche über Livland mit Logau. Am 12. Oktober verließ Logau Stockholm und erreichte erst drei Wochen später Greifswald, von wo er mit seiner Delegation nach Prag zurückkehrte. Dort wurde er 1605 in den Herrenstand aufgenommen.
Vermutlich auf Druck der Glatzer Stände wurde Heinrich von Logau 1607 als Landeshauptmann der Grafschaft Glatz entlassen. Ihm folgte der lutherische Graf Niklas von Gersdorff, der 1618 den böhmischen Ständeaufstand unterstützte. Nachfolgend wurde Logau wieder von seinem Orden mit Aufgaben betraut. Als Komtur der Kommende im steiermärkischen Fürstenfeld ließ er dort u. a. die Schäden beseitigen, die beim Heiduckeneinfall von 1605 angerichtet worden waren. 1620 wurde er zum Großprior des Johanniterordens für Böhmen und Österreich ernannt. Sitz des Großpriorats war die Burg Strakonitz im südböhmischen Strakonitz.